# Stadion Gelora Bung Karno
Stadion Gelora Bung Karno – wielofunkcyjny stadion zlokalizowany w Dżakarcie Centralnej (prowincja Dżakarta). Pojemność stadionu wynosi 88 306 widzów. Swoje mecze rozgrywa na nim drużyna Persija Dżakarta. Pod trybunami obiektu mieszczą się m.in. sale sportowe do ping-ponga, sztuk walki, podnoszenia ciężarów, squasha, bilarda, zapasów oraz boksu. Wybudowano go w latach 1960–1962 i mógł wówczas pomieścić ponad 100 tys. widzów, jednak wynikało to z tego, iż zamiast krzesełek posiadał ławki. Był jedną z aren piłkarskiego Pucharu Azji 2007 (odbył się na nim m.in. finał turnieju). Przed turniejem przeszedł modernizację, podczas której m.in. wymieniono ławki na krzesełka, zmniejszając tym samym pojemność.